# Buenos Aires, Misantla
Buenos Aires är en ort i Mexiko.   Den ligger i kommunen Misantla och delstaten Veracruz, i den sydöstra delen av landet, 250 km öster om huvudstaden Mexico City. Buenos Aires ligger 352 meter över havet och antalet invånare är 465.
Terrängen runt Buenos Aires är kuperad, och sluttar norrut. Runt Buenos Aires är det ganska tätbefolkat, med 166 invånare per kvadratkilometer. Närmaste större samhälle är Misantla, 2,1 km väster om Buenos Aires. Omgivningarna runt Buenos Aires är en mosaik av jordbruksmark och naturlig växtlighet.